# Madame X (1966)
Madame X ist ein US-amerikanischer Spielfilm des Regisseurs David Lowell Rich aus dem Jahr 1965 mit Lana Turner und John Forsythe in den Hauptrollen. Das Drehbuch stammt von Jean Holloway. Es basiert auf dem Theaterstück La femme X des französischen Dramatikers Alexandre Bisson. In den Vereinigten Staaten kam der Streifen das erste Mal am 3. März 1966 in die Kinos. In der Bundesrepublik Deutschland hatte er seine Premiere schon vorher am 25. Februar desselben Jahres.

## Handlung
Holly, ehemals Verkäuferin, zieht als Ehefrau des reichen und ehrgeizigen Diplomaten Clayton Anderson auf den Familienlandsitz in Connecticut, misstrauisch beäugt von Claytons Mutter Estelle. Schon nach einem Jahr wird der Stammhalter geboren, aber das Familienglück leidet etwas unter Claytons wiederholt längerer Abwesenheit. So verstrickt sich Holly in eine Liebesaffäre mit dem Schürzenjäger Phil Benton, der sich auf einer Treppe das Genick bricht, als Holly ihm den Abschied gibt. Für Estelle ist dies die erhoffte Gelegenheit, die Schwiegertochter „auszubooten“: aus übergroßer Gatten- und Mutterliebe steigt Holly nach Estelles Plan nachts von der Privatjacht auf einen Dampfer um, mit einem Schweizer Pass und ausreichender Rente versehen, während alle Welt sie ertrunken wähnt. Ruhelos und trauernd durchstreift sie zwanzig Jahre lang die Welt, schlägt das glänzende Heiratsangebot eines dänischen Pianisten aus und sinkt zur absinthsüchtigen Schlampe ab. Ausgerechnet einem Erpresser gegenüber plaudert sie dann im Suff ihre Vergangenheit aus. Der will Hollys Mann, inzwischen zum Gouverneur avanciert, um einige Millionen erleichtern, wird aber aus edlen Motiven vorher von Holly erschossen, die jede Spur ihrer Identität verwischt und als unbekannte und geisteszerrüttete „Madame X“ ihr Todesurteil erwartet. Als Pflichtverteidiger hält ihr eigener Sohn sein erstes Plädoyer: „Vor einer solchen Mutter würde ich als Sohn niederknien!“, ohne um seine unmittelbare Betroffenheit zu wissen. Papa beginnt, die Zusammenhänge zu ahnen, schweigt aber, als Holly noch vor dem in Aussicht stehenden Freispruch an Herzschwäche stirbt, von ihrem jungen Anwalt zärtlich geküsst.

## Hintergrund
Es war der letzte Film der Schauspielerin Constance Bennett, die hierfür nach über zehn Jahren noch einmal auf die Leinwand zurückkehrte und bereits vor der Premiere verstarb.

## Kritik
Das Lexikon des internationalen Films bemerkt lediglich, es handle sich um ein „Melodram auf Illustriertenniveau“. Auch der Evangelische Filmbeobachter hält nicht viel von dem Streifen: „Die mögliche Dramatik des Stoffes wurde auf schlechte Hollywoodmanier hoffnungslos verschmalzt und alles auf Romanheftchenniveau reduziert. Nur noch für Kitschhungrige geeignet.“